# Dẻ đỏ
Dẻ đỏ (danh pháp hai phần: Lithocarpus ducampii) là một loài thực vật có hoa trong họ Cử. Loài này được (Hickel & A.Camus) A.Camus mô tả khoa học đầu tiên năm 1917.